# Henrique Pereira
Henrique Martins Pereira (Lisbona, 15 febbraio 2002) è un calciatore portoghese, attaccante del Casa Pia in prestito dal Benfica.

## Carriera

### Club
Pereira è cresciuto nel settore giovanile del Benfica ed ha debuttato con la squadra B il 25 gennaio 2021 nell'incontro di Segunda Liga pareggiato 1-1 contro il Porto B. Ha segnato il suo primo gol il 13 febbraio 2022 contro il Covilhã.
Il 2 luglio 2024 è stato ceduto in prestito al Casa Pia.

### Nazionale
Ha giocato nelle nazionali giovanili portoghesi Under-15, Under-16, Under-17, Under-18 ed Under-20.

## Statistiche

### Presenze e reti nei club
Statistiche aggiornate al 3 novembre 2024.’’
| Stagione        | Squadra         | Campionato      | Campionato | Campionato | Coppe nazionali | Coppe nazionali | Coppe nazionali | Coppe continentali | Coppe continentali | Coppe continentali | Altre coppe | Altre coppe | Altre coppe | Totale | Totale |
| Stagione        | Squadra         | Comp            | Pres       | Reti       | Comp            | Pres            | Reti            | Comp               | Pres               | Reti               | Comp        | Pres        | Reti        | Pres   | Reti   |
| --------------- | --------------- | --------------- | ---------- | ---------- | --------------- | --------------- | --------------- | ------------------ | ------------------ | ------------------ | ----------- | ----------- | ----------- | ------ | ------ |
| 2020-2021       | Benfica B       | LdH             | 1          | 0          | -               | -               | -               | -                  | -                  | -                  | -           | -           | -           | 1      | 0      |
| 2021-2022       | Benfica B       | LdH             | 22         | 3          | -               | -               | -               | -                  | -                  | -                  | -           | -           | -           | 22     | 3      |
| 2022-2023       | Benfica B       | LdH             | 34         | 9          | -               | -               | -               | -                  | -                  | -                  | -           | -           | -           | 34     | 9      |
| 2023-2024       | Benfica B       | LdH             | 24         | 6          | -               | -               | -               | -                  | -                  | -                  | -           | -           | -           | 24     | 6      |
| 2024-2025       | Casa Pia        | PL              | 4          | 1          | CP+CdL          | 0               | 0               | -                  | -                  | -                  | -           | -           | -           | 4      | 1      |
| Totale carriera | Totale carriera | Totale carriera | 84         | 19         |                 | 0               | 0               |                    | -                  | -                  |             | -           | -           | 84     | 19     |